# Sol Gabetta
Sol Gabetta, née le 18 avril 1981 à Córdoba (Argentine), est une violoncelliste suisse d'origine argentine.

## Biographie
Sol Gabetta naît le 18 avril 1981 à Córdoba en Argentine. Elle est d'origine italienne et française par son père et russe par sa mère.
Elle commence l'apprentissage du violoncelle à Buenos Aires et remporte un 1er prix au Conservatoire à l'âge de dix ans, puis étudie à l'école supérieure de musique Reine-Sophie de Madrid entre 1992 et 1994, puis à Bâle avec le violoncelliste Ivan Monighetti et, enfin, avec David Geringas à la Musikhochschule Hanns-Eisler de Berlin.
Elle acquiert une réelle notoriété sur la scène internationale en 2004 lorsqu’elle fait ses débuts au festival de Lucerne avec l’Orchestre philharmonique de Vienne sous la direction de Valery Gergiev comme lauréate du « Crédit Suisse Young Artist Award »,. La violoncelliste, née en Argentine, avait déjà remporté son premier concours dès l’âge de dix ans, puis le prix Natalia-Gutman et plusieurs distinctions au concours Tchaïkovski de Moscou et au Concours international de musique de l'ARD de Munich.
L’artiste, nommée pour un Grammy Award, a remporté en outre le Gramophone Young Artist of the Year Award aux Gramophone Classical Music Awards 2010 et le prix Würth des Jeunesses Musicales (2012). En 2013, Sol Gabetta s'est vu décerner le prix ECHO Klassik comme instrumentiste de l’année pour son enregistrement du Concerto pour violoncelle nº 1 de Chostakovitch avec l’Orchestre philharmonique de Munich sous la direction de Lorin Maazel. En 2007, 2009 et 2011, ses enregistrements successifs des concertos pour violoncelle de Haydn, Mozart, Elgar, ainsi que des œuvres de Tchaïkovski et Ginastera sont récompensés par des prix ECHO. Sol Gabetta, qui possède une large discographie chez SONY et Deutsche Grammophon, a également publié un enregistrement en duo avec la pianiste Hélène Grimaud.
Sol Gabetta joue sur un Guadagnini de 1759, mis à sa disposition par la fondation privée du Rahn-Kulturfonds.
Elle enseigne à l'Académie de musique de Bâle depuis 2005,.
Concertiste, elle interprète en tournée, pendant la saison 2009-2010, les répertoires classique, romantique et moderne, notamment des œuvres de Dvořák, Tchaïkovski, Chostakovitch, Elgar, Haydn, et plus particulièrement des œuvres du XXe siècle, comme le concerto de Bohuslav Martinů et celui de Samuel Barber. Elle commande à l'occasion des œuvres ou travaille en étroite collaboration avec des compositeurs tels que Pēteris Vasks.
Après ses débuts avec l’Orchestre philharmonique de Berlin, sous la direction de Simon Rattle, au festival de Pâques de Baden-Baden en 2014, elle joue pour la première fois à la Staatskapelle de Berlin en décembre 2014. La saison 2014-2015 voit également ses débuts à l’Orchestre symphonique de Toronto, avant une tournée européenne avec l’Orchestre philharmonique de Londres et Vladimir Jurowski, ainsi qu’une tournée européenne de récitals avec Bertrand Chamayou, avec qui elle donne un enregistrement CD en 2015.
Sol Gabetta collabore avec les orchestres et les chefs d’orchestre les plus réputés du monde entier, notamment l’Orchestre de l'Académie nationale Sainte-Cécile, le National Symphony Orchestra de Washington, l’Orchestre philharmonique de Radio France, l’Orchestre national de France, l’Orchestre royal du Concertgebouw d'Amsterdam, l’Orchestre symphonique de la Radiodiffusion bavaroise, l’Orchestre symphonique de Bamberg, l’Orchestre de la Tonhalle de Zurich, l’Orchestre du Bolchoï, l’Orchestre symphonique de la radio finlandaise, ainsi que l’Orchestre de Philadelphie, l’Orchestre philharmonique de Londres et l’Orchestre Philharmonia de Londres. Elle entretient une coopération artistique particulièrement étroite avec les chefs d’orchestre Giovanni Antonini, Mario Venzago, Pablo Heras-Casado et Thomas Hengelbrock.
Gabetta se produit également comme chambriste sur tous les continents avec des partenaires tels que Patricia Kopatchinskaja, Baiba Skride et surtout Bertrand Chamayou, notamment au Wigmore Hall de Londres, au Palau de la Musica Catalana de Barcelone ou au Théâtre des Champs-Élysées de Paris.
Elle lance en juin 2006 le Festival Solsberg (à Olsberg, dans le canton d'Argovie, en Suisse, son pays d'adoption). Pour ce festival de musique de chambre, elle invite ses amis, ses proches et des musiciens renommés pour huit à dix concerts tous les ans. Elle a aussi lancé la « Cappella Gabetta » : un orchestre baroque interprétant Antonio Vivaldi et ses contemporains, dirigé par le violoniste Andrés Gabetta, son frère.
En 2018, elle obtient la nationalité suisse.
En 2022, Sol Gabetta est lauréate, ex-aequo avec Emmanuelle Bertrand, de la Victoire de la musique classique de la catégorie « soliste instrumental de l'année ».
Elle partageait la vie de Christoph Müller, directeur du festival Menuhin de Gstaad, de citoyenneté suisse. Aujourd'hui, elle vit avec le luthier Balthazar Soulier.
En 2024, elle reçoit le Grand Prix suisse de musique,.

## Distinctions
- 2018 : Prix Herbert-von-Karajan[6]
- 2022 : soliste instrumental de l'année aux Victoires de la musique classique[3] ;
- 2024 : Grand Prix suisse de musique[2].

## Discographie
- Camille Saint-Saëns, Concerto pour Violoncelle et Orchestre n°1, Tchaïkovsky, Variations Rococo, Ginastera, Pampeana n°2, Münchner Rundfunkorchester, dir. Ari Rasilajnen. CD RCA red seal 2006
- Il Progetto Vivaldi, avec les Sonatori de la Gioiosa Marca, 2007 :
- Chostakovich, Concerto pour violoncelle no 2, avec la Philharmonie de Munich, 2009
- Œuvres de Leopold Hofmann, Haydn et Mozart, avec l'Orchestre de chambre de Bâle, 2009
- Œuvres d'Elgar et Dvořák, avec le Danish National Symphony Orchestra, 2010
- Pēteris Vasks, Grāmata čellam - Le Livre pour violoncelle, 2010
- Cantabile, avec la Philharmonie de Prague, 2011
- Chostakovich, Concerto pour violoncelle no 1, avec l'Orchestre philharmonique de Munich dirigé par Lorin Maazel, 2012:
- Duo, avec Hélène Grimaud, CD DG 2012. Diapason d'or
- Il Progetto Vivaldi, vol. 2, avec la Cappella Gabetta, 2012
- Il Progetto Vivaldi, vol. 3, avec la Cappella Gabetta, 2013
- Prayer, 2014
- The Chopin Album, avec Bertrand Chamayou, 2015
- Dolce Duello, avec Cecilia Bartoli et la Capella Gabetta, Decca, B074VVLY7L, 2017
- Robert Schumann, Concerto pour Violoncelle et Orchestre et œuvres pour piano et violoncelle, Bertrand Chamayou, piano, Orchestre de chambre de Bâle, dir. Giovanni Antonini. CD Sony Classical, 2018. Diapason d'or
- Mendelssohn, Holliger, Rihm, Widmann, Coll (en), avec Bertrand Chamayou, Sony, 2024

## Film
- 2009 : Sol Gabetta joue Haydn et Vasks, film réalisé par David Stevens et Gösta Courkamp au festival Solsberg. Concerto de Haydn et Dolcissimo (deuxième mouvement de Gramata Cellam - Le Livre) de Vasks, ZDF